# Första maj (sång)
Första maj är en socialistisk sång med text skriven 1911 av Hannes Sköld som en hyllning till arbetarnas internationella dag, Första maj. Den publicerades första gången i Sånger om striden och om kärleken, 1911.